# Justice des mineurs en France
Ne doit pas être confondu avec Protection de l'enfance en France.
La justice des mineurs en France concerne le traitement, par l'institution judiciaire française, de l'« enfance délinquante », notion juridique désignant l'ensemble des comportements répréhensibles commis par une personne n'ayant pas atteint la majorité pénale. Cette notion a été consacrée par l'ordonnance du 2 février 1945 sur l'enfance délinquante, et fait l'objet de dispositifs policiers et judiciaires spécifiques (en particulier des juridictions spécialisées : le tribunal pour enfants, le tribunal correctionnel pour mineurs (aujourd'hui supprimé) et la cour d'assises des mineurs). Une loi portée par Gabriel Attal, adoptée le 19 mai 2025, renforce la responsabilité des parents (avec sanctions financières et pénales en cas de manquement à leurs obligations), et durcit la justice des mineurs (comparution immédiate pour les récidivistes dès 16 ans, limitation de l'excuse de minorité pour les crimes graves, possible assignation à résidence sous surveillance électronique dès 13 ans  avec rétention possible de 12 heures en cas de non-respect des interdictions, « couvre-feu »...).
L'usage du terme même d'« enfance délinquante » a pu être critiqué par les sciences sociales, certains auteurs soulignant la disparité des comportements et des trajectoires de vie qui sont ainsi incluses sous ce vocable.

## Histoire de la notion
Depuis l'Antiquité jusqu'à l'Ancien Régime, la notion de délinquance juvénile n'existe pas. La personne jeune ne bénéficie pas d'un traitement particulier même si une diminution de peine est généralement accordée et l'infans généralement excusé. Ainsi, l'enfant est généralement jugé par les mêmes tribunaux et enfermé dans les mêmes prisons.

### Naissance de la notion de délinquance juvénile
En 1791, le Code criminel est promulgué ; une justice des mineurs instituant un régime différent de pénalité en fonction de l'âge est créée,. Cette notion reprise dans le code pénal de 1810 fixait à 16 ans l’âge de la majorité pénale en matière criminelle et correctionnelle. Il subordonnait la responsabilité pénale du mineur à la question du « discernement ».
Ainsi, l’enfant qui avait commis un délit de faible importance comme la mendicité, le vagabondage, ou de petits vols, et, qui était reconnu par le tribunal comme étant plus victime de son milieu social que véritablement coupable, était acquitté.[réf. nécessaire] Par contre, si les juges estimaient que le jeune avait agi avec discernement, celui-ci devait être condamné aux peines prévues par la loi, sous réserve d’une excuse légale atténuante.
En 1804, conformément au code civil, l'enfant, mineur soumis à la puissance paternelle peut être enfermé sur simple demande de son père en vertu du « droit de correction paternelle »,.

### Séparation des enfants et des adultes
À la suite de ces modifications du code pénal, le gouvernement ordonnait, en 1811, que les maisons centrales gérées par l'État prennent des dispositions pour séparer les enfants des adultes.[réf. nécessaire]
Les ordonnances des 18 avril et 29 septembre 1824 prescrivent la création de « maisons d'amendement », premiers établissements spécifiquement réservés à l'enferment des mineurs.
En 1829, des quartiers étaient également réservés aux enfants dans les prisons départementales.[réf. nécessaire]
En 1834, est institué le premier quartier réservé aux mineurs dans la prison de Strasbourg.

### Mise en place d'établissement pénitentiaires pour enfants

#### Le comte d’Argout
Par une circulaire du 3 décembre 1832, le comte d’Argout, ministre du commerce et des travaux publics, préconisait de placer les enfants en apprentissage, plutôt que de les enfermer dans des prisons.
Seuls, quelques contrats d’apprentissage répondant aux préconisations du Comte étaient mis en place tandis que, dans le même temps était créée la Maison d’éducation correctionnelle de la Petite Roquette à Paris, à l’opposé des théories et des instructions du comte d’Argout.
En 1831, Alexis de Tocqueville et Gustave de Beaumont effectuent un voyage en Amérique pour étudier le système pénitentiaire des États-Unis.
Ils proposent dans leur ouvrage une réforme du système pénitentiaire qui finira par s'imposer à la fin du XIXe siècle, le système cellulaire ou système panoptique. 

#### La Petite Roquette
Ouverte en 1836, la Petite Roquette était une prison cellulaire pour mineurs à partir de sept ans, délinquants, vagabonds et enfants relevant de la correction paternelle.
La correction paternelle, était une disposition du code civil de 1805, issue de l'ancien régime.
Le père pouvant en vertu de l’article 376 de ce code, demander l’enfermement de son enfant pour une durée d’un mois ou de six mois, lorsqu’il avait respectivement moins ou plus de 16 ans.
La nuit les mineurs étaient enfermés dans une cellule individuelle, et dans la journée ils travaillaient en silence en ateliers, et recevaient une éducation élémentaire et religieuse. Ils perdaient leur nom et prénom, un numéro matricule leur étant affecté. C'est une adaptation du système pénitentiaire de l'établissement correctionnel d'Auburn dans l'État de New York.

#### Les Colonies agricoles et maritimes
Le 22 janvier 1840, à l’initiative d’un ancien conseiller à la cour de Paris Auguste Demetz, et grâce à un financement privé, était créée la première colonie pénitentiaire à Mettray expérimentale pour les jeunes condamnés de l’article 66 (acquittés, mais non remis à leurs parents).
Elle était située à Mettray, près de Tours, et avait pour vocation de donner aux jeunes détenus une éducation morale, religieuse et professionnelle par l’exploitation d’un immense terrain agricole donné par le Vicomte Brétignières de Couteilles et avec le soutien de Tocqueville.
Sous la seconde république, le législateur, par le vote de la loi du 5 août 1850 devait entériner la création et le développement des colonies agricoles sur le modèle de Mettray. Le financement devint public.
La loi du 5 août 1850 prévoyait également dans son article 10 que les enfants de moins de 16 ans, condamnés à des peines de plus de 2 ans d'emprisonnement, seraient conduits dans une colonie plus répressive gérée par l'État.
Ces établissements pénitentiaires recevaient également les enfants des colonies agricoles déclarés incorrigibles.
Ce sont ces colonies que l'on qualifie aujourd'hui de "bagnes d'enfants".

#### La Troisième République

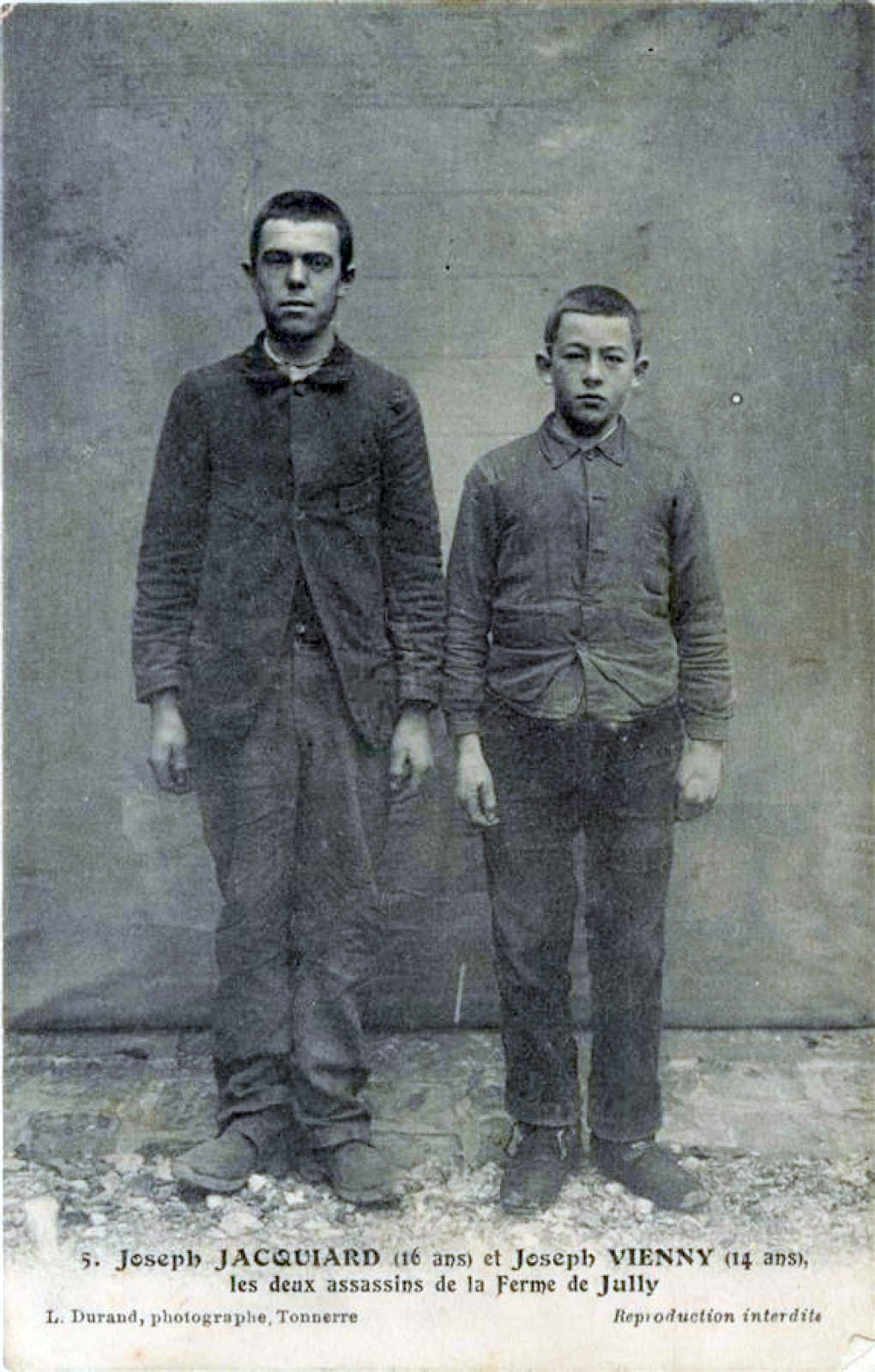
« Joseph Jacquiard (16 ans) et Joseph Vienny (14 ans), les deux assassins de la ferme de Jully »,. Carte postale d'époque, 1909.

Sous la Troisième République, l'appréhension juridique de l'enfance rompt avec celle, tout-répressive, du Second Empire. On sort en particulier les mineurs de 13 ans des ressorts du droit pénal.
Une loi de 1898 permet de remettre à l'Assistance publique les enfants ayant été reconnus coupables d'un crime ou d'un délit. Mais une loi de 1904 revient sur cette logique, en permettant à l'Assistance publique des mineurs qui lui ont été confiés, même s'ils n'ont pas commis de délit, de remettre l'enfant à l'administration pénitentiaire. En 1906, alors que la presse dénonce les apaches, le seuil de la minorité pénale est relevé de 16 à 18 ans. Mais cette loi n'est libérale qu'en apparence: les mineurs de 16 à 18 ans, reconnus discernant, encourent les mêmes peines que les adultes, y compris la peine de mort. Des mineurs qui ne risquaient que quelques jours de prison, pour vagabondage ou mendicité, risquent désormais la maison de correction jusqu'à 21 ans. Cela suscite un mouvement de protestation chez les jeunes prostituées[réf. nécessaire] qui encouraient alors l'internement à l'hospice des enfants assistés de Saint-Lazare.
La loi de 1912 institue les tribunaux pour enfants et distingue trois classes de mineurs (moins de 13 ans, 13 à 16, et 16 à 18 ans).
La circulaire du 30 janvier 1914 affirme le principe de pénalisation des délits commis par les mineurs de 13 ans, qui ne sont toutefois pas punissables
Des bagnes pour enfants sont créés le 29 mai 1880 à Belle-Île-en-Mer, en 1855 la colonie horticole de Saint Antoine à Ajaccio puis à Eysses en 1898. Ils furent rebaptisés en décembre 1927 « maison d'éducation surveillée », puis institutions publiques d’éducation surveillée dans les années 1950. Entre 1951 et 1958 existent aussi des « institutions spéciales d'éducation surveillées ». Elles sont ensuite remplacées par les centres d'action éducative, les centres d'hébergement d'urgence, et les « hébergements diversifiés ».

Le bagne de Belle-Île-en-Mer disposait d'une école de matelotage : un bateau avec son gréement était placé au milieu de la cour, mais les détenus ne sortaient pas en mer. Rapidement, le domaine de Bruté est acheté et transformé en « centre d'apprentissage agricole » et aussi de mécanique diésel, ce qui permet d'augmenter la capacité d'accueil des enfants et de diversifier leur formation. Une célèbre révolte des enfants en 1934, fait connaître au monde entier les conditions de détention qui furent améliorées, mais la colonie ne fut définitivement fermée qu'en 1977.
L'expression de « bagnes d'enfants » ne venaient pas, à l'origine, des critiques de cette institution, mais de ceux y voyant un véritable programme de répression d'enfants considérés comme récidivistes voire « criminels-nés » (concept théorisé en particulier par Cesare Lombroso); la conscription devait logiquement suivre l'enfermement.

### Placement dans des sociétés de patronage
Dès les années 1830, les juges français commencent à placer des mineurs condamnés dans des sociétés de patronage. Ces sociétés, aussi appelées comités de défense ou œuvres de patronage, hébergent les jeunes, leur prescrivent des activités, et les inscrivent en apprentissage auprès de paysans ou d'artisans. Ces sociétés de patronage sont soutenues par des lois, votée dans l'objectif de « résoudre la question sociale ». Davantage encore que les colonies pour enfants, les sociétés de patronage visent à favoriser un « reclassement social » des jeunes en les soustrayant à leur famille et leur milieu. Ainsi, les sociétés de patronage, bien qu'elles perdent leur rôle pénal après la Seconde Guerre mondiale, sont l'origine des institutions d'action éducative en milieu ouvert. Cette idée de « milieu ouvert » prévaut après dans le système judiciaire français.

## Les politiques publiques françaises et l'«enfance délinquante»
Du point de vue de la justice, il existe des tribunaux et des éducateurs judiciaires spécifiques nommés respectivement tribunal pour enfants et éducateur PJJ. C'est l'ordonnance du 2 février 1945 sur l'enfance délinquante qui a institué les tribunaux pour enfants actuels (une loi de 1912 existait auparavant), ainsi que le juge des enfants, et a défini clairement la primauté de l’éducatif sur le répressif, et ce dans une perspective de réinsertion sociale. L'ordonnance de 1945 a fait du juge des enfants le cœur du traitement de la délinquance des mineurs puisqu'il cumule toutes les fonctions au cours du procès. La Cour européenne a remis en cause cette pratique par un arrêt du 2 mars 2010, en mettant fin au cumul des fonctions d'instruction et de jugement.
Ce texte, qui consacre la notion d'« enfance délinquante », a été revu de nombreuses fois depuis les années 1980, et plus récemment par la loi Perben I créant les établissements pénitentiaires pour mineurs. Cette ordonnance consacre également le principe, déjà reconnu par la loi de 1906, selon lequel l'on ne doit pas juger un mineur sans s'être préalablement préoccupé de savoir quelle sont ses situations personnelle et familiale . Tranchant avec la loi de 1906, l'ordonnance précise cependant que les mineurs de 16 à 18 ans peuvent bénéficier de l’excuse atténuante de minorité, excuse qui peut ne pas être retenue par le jury.
Les mineurs confrontés à l'institution policière et judiciaire, ainsi qu'aux éducateurs, peuvent aussi bien être les auteurs soupçonnés de crimes ou délits, que les victimes de ceux-ci, provenant parfois de faits d'adultes. Ils relèvent dans ce dernier cas de la protection de l'enfance, qui peut inclure des dispositifs policier et judiciaires: ainsi, la brigade de protection des mineurs enquête sur les infractions dont ces derniers peuvent être victimes.

### Le tribunal pour enfants
Le tribunal pour enfants est une juridiction du tribunal de grande instance, qui juge les enfants (mineurs au moment des faits) à huis clos, pour des contraventions de cinquième classe (violences ou blessures légères…) ou des délits (vols, violences graves…) et les crimes (meurtres, viols…). Toutefois s'agissant des crimes, les mineurs âgés de plus de 16 ans relèvent de la cour d'assises des mineurs.
Bien qu'institué par l'ordonnance de 1945, des tribunaux spécialisés avaient déjà été institués par la loi de 1912.
Le juge des enfants préside le tribunal pour enfants, auquel participent deux assesseurs non professionnels, nommés par le Garde des Sceaux pour 4 ans (choisis en fonction de l'intérêt qu'ils portent à la cause de l'enfance). Le délibéré donne une voix égale à chacun pour le prononcé de la peine.
La particularité de cette fonction pénale est que le juge des enfants instruit l'affaire (« met en examen » le mineur), participe à son jugement et fait également office de juge de l'application des peines. Ce cumul de fonction (alors que pour les personnes majeures, trois juges différents - au moins - interviennent) a été déclaré compatible avec les textes européens relatifs aux Droits de l'homme. Il se justifie par l'idée que le juge des enfants qui suit le mineur est le plus à même de prendre des décisions pour lui.
Dans le cadre pénal, le juge des enfants s'appuie essentiellement sur les services de la protection judiciaire de la jeunesse et sur des établissements, souvent associatifs, habilités et financés par l'État.
Les compétences du juge des enfants ont par la suite été étendues par l'ordonnance du 23 décembre 1958 en matière civile, afin de protéger des mineurs en danger. Le juge des enfants a donc connu une création et une évolution rapide vers un juge spécialisé de l'enfance.

### La justice pénale des mineurs
L'existence d'une justice pénale des mineurs a été considérée comme un principe fondamental reconnu par les lois de la République par la jurisprudence du Conseil constitutionnel, dans une décision Loi d'orientation et de programmation pour la justice du 29 août 2002, sur le fondement de la loi du 12 avril 1906 sur la majorité pénale des mineurs, la loi du 22 juillet 1912 sur les tribunaux pour enfants et l'ordonnance du 2 février 1945 sur l'enfance délinquante. Cependant, ce principe, intégré au bloc de constitutionnalité, ne concerne que l'existence d'une juridiction spécialisée ou de procédures appropriées aux mineurs, mais n'impose pas au législateur de privilégier de manière absolue des mesures éducatives : la détention de mineurs de plus de 13 ans est jugée conforme à la Constitution du 4 octobre 1958.
Sur le plan pénal, le juge des enfants est amené à juger les mineurs commettant des délits (c'est l'âge de la personne au moment des faits qui est retenue) dans le cadre de l'ordonnance de 1945, du Code pénal et du Code de procédure pénale.
Dans ce cadre, le juge associe ainsi des mesures éducatives (suivi éducatif, placement) à des mesures répressives (contrôle judiciaire, détention provisoire, amende, emprisonnement avec ou sans sursis, travail d'intérêt général) successivement ou conjointement.
La législation française ne comporte pas de principe écrit d'irresponsabilité pénale pour cause de minorité, ce qui veut dire qu'il n'y a pas de limite d'âge pour être déclaré coupable d'une infraction. Cependant, la minorité pénale peut permettre une atténuation de la peine, tandis que le principe de discernement peut amener à considérer, qu'en dessous de 10 ans, l'enfant ne possède pas cette capacité. Ces principes étaient présents dans le Code pénal de 1791 et dans celui de 1810.
Ainsi, le mineur de 13 ans ne peut être condamné à une peine, mais il n'en est pas moins responsable de ses actes. L'article 122-8 du code pénal dispose que « les mineurs capables de discernement sont pénalement responsables des crimes, délits ou contraventions dont ils ont été reconnus coupables… ».
Bien que mal rédigé, cet article est sans appel : le mineur doté de discernement est responsable de ses actes. Cependant, la multiplicité des mesures qui lui sont applicables tendent à semer le doute parmi les praticiens du droit et certains ouvrages parlent encore de l'irresponsabilité du mineur délinquant.

#### Les différentes catégories de mineurs (moins de10 ans, 10-12 ans, 13-15 ans, 16-17 ans)
Par ailleurs, la loi organise le traitement des affaires pénales pour les mineurs entre 10 et 17 ans. Elle prévoit notamment que l'emprisonnement n'est possible que pour les mineurs de plus de 13 ans. En pratique, ce sont principalement des mineurs de plus de 15 ans qui subissent des peines d'incarcération (dans des quartiers pénitentiaires spécialisés), lesquelles sont généralement décidées lorsque les mesures éducatives (notamment, les mesures d'éloignement du mineur dans le cadre d'un placement) ont été jugées inefficaces, notamment en raison d'une récidive.
Voici schématiquement les catégories de mineurs que l'on peut retrouver au sein de l'ordonnance du 2 février 1945 en fonction des mesures qu'elle prévoit à leur encontre :
- Mineur âgé de moins de 10 ans : irresponsabilité pénale absolue.

- Mineur âgé de 10 à 12 ans et doté de discernement (appréciation souveraine du juge) : il encourt l'infliction de mesures éducatives[29]. Une distinction doit alors être faite entre les mineurs de moins de 10 ans et les mineurs âgés de 10 à 12 ans qui eux encourent l'infliction de sanctions éducatives[30], mesures controversées puisqu'à la frontière entre peines et mesures éducatives, et dont la sanction de l'irrespect n'est autre que le placement dans une structure relevant des mesures éducatives.

- Mineur âgé de 13 à 15 ans : en plus des mesures et sanctions éducatives, ils bénéficient d'une cause légale d'atténuation de la responsabilité et n'encourent que la moitié de la peine de droit commun, sans que celle-ci ne puisse dépasser 20 ans de réclusion[31] et 7 500 € d'amende[32].

- Mineur âgé de 16 à 17 ans : son cas est plus complexe. Bénéficiant toujours de l'excuse de minorité, celle-ci peut être écartée en principe en cas de seconde récidive de certains crimes et délits limitativement énumérés[31]. Cependant depuis le 18 novembre 2016, la réclusion criminelle à perpétuité est interdite au mineur. Même si l'excuse de minorité est écarté la peine ne peut être supérieure à 30 ans.

### Rapport Varinard (2008) et projet de réforme de la responsabilité pénale du mineur
Avant 2009, le code pénal (article 122-8) posait déjà le principe de l'irresponsabilité pénale du mineur de 13 ans.
Une commission mise en place par la Chancellerie et présidée par André Varinard a rendu son rapport en novembre 2008. Elle a travaillé sur la détermination d'un âge minimum de responsabilité pénale et plus généralement à la refonte totale de l'ordonnance du 2 février 1945.
Le projet de mise en œuvre d'un Code pénal des mineurs, proposé par le garde des Sceaux Rachida Dati reprend « la plupart » des 70 propositions du rapport Varinard.
La commission Varinard a notamment proposé « de fixer à 12 ans l'âge en dessous duquel un mineur échappe à la justice pénale ». Elle avait jugé « de bons sens » une telle idée, réprouvée à l'époque par le Premier ministre François Fillon.
Le futur code des mineurs prévoit « un régime civil spécial » pour les moins de 13 ans. Les sanctions possibles contre les mineurs de 13 ans seront simplifiées, passant de 18 actuellement à 4 : l'avertissement judiciaire, la remise aux parents, le suivi éducatif en milieu ouvert et le placement dans une structure spécialisée. En outre, ils pourront être entendus, en cas d'infraction, et « placés en retenue le temps de leur audition ».

### Les Centres éducatifs fermés (CEF)
Distincts des établissements pénitentiaires pour mineurs, les centres éducatifs fermés s'adressent aux mineurs « multirécidivistes » qui font l'objet d'une mesure de contrôle judiciaire ou de sursis avec mise à l'épreuve. Ils constituent une alternative à l'incarcération et viennent toujours après l'échec de mesures éducatives.
Le terme « fermé » renvoie à la fermeture juridique définissant le placement, c'est-à-dire que tout manquement grave au règlement du centre est susceptible d'entraîner une détention.
Les jeunes y sont pris en charge pour une période de six mois, renouvelable une fois dans le cadre du contrôle judiciaire.

### Les établissements pénitentiaires pour mineurs
Créés par la Loi d'orientation et de programmation pour la Justice du 9 septembre 2002 (loi Perben I), les premiers établissements pénitentiaires pour mineurs (EPM), réservés aux mineurs de 13 à 17 ans, ont été ouverts en 2007-2008 à Lyon, Valenciennes, Meaux, Toulouse, Mantes-la-Jolie, Nantes et Marseille.

#### Objectifs
Créés pour renforcer le dispositif d'accueil des mineurs jugés responsables de crimes ou de délits, ces établissements pénitentiaires réservés aux mineurs sont une première en France.
Ils offrent un moyen supplémentaire à la disposition des magistrats, en plus de la liberté surveillée et du placement en centre éducatif fermé, pour faire face à la « délinquance juvénile »; ils doivent en cela remplacer les quartiers spécifiques des maisons d'arrêt dans lesquels étaient auparavant incarcérés ces mineurs.
Placés sous la responsabilité de l'administration pénitentiaire, ces établissements sont censés offrir un cadre plus adapté à l'incarcération et à l'éducation des mineurs délinquants. Ils fonctionnent ainsi avec des éducateurs de la protection judiciaire de la jeunesse, et sont prévus pour accueillir un maximum de 60 mineurs par centre, âgés de 13 à 17 ans.

#### Polémique
Dès avant leur création, les Établissements Pénitentiaires pour Mineurs ont reçu un lot conséquent de critiques, de la part de l'opposition de gauche et de multiples associations. La critique et les appels à la fermeture, présents dès le premier jour du projet de loi, furent récemment renforcés par différents cas de suicides de jeunes incarcérés, et par les grèves du personnel encadrant des EPM.
La critique de ces établissements s'appuie sur les arguments suivants :
- Une dénonciation de lieux de violence physique et sociale. Cet argument s'appuie notamment sur le cas d'un suicide d'un adolescent de 16 ans à l'EPM de Meyzieu (près de Lyon) en février 2008, sur les 72 tentatives de suicide décomptées (sur 160 jeunes incarcérés), et sur les interventions des Équipes Régionales d’Intervention et de Sécurité (ERIS), qui furent nécessaires sur deux de ces nouvelles prisons.
- Le maintien des quartiers pour mineurs en maisons d'arrêts, alors même que les EPM étaient censés remplacer ces derniers. Ces quartiers seraient aujourd'hui utilisés pour les plus difficiles des détenus mineurs.
- La dépense inutile de moyens humains et financiers (90 millions d'euros), qui manqueraient cruellement là où ils sont nécessaires : éducation, prévention en milieu ouvert.
- Des réponses inadaptées au problème de la délinquance juvénile, qui seraient à chercher non en prison, mais par le travail en milieu ouvert et par la prévention.
- Une violation de l'ordonnance de 1945, qui posait le caractère exceptionnel de l'incarcération. Les centres d'observation pour mineurs, dans les prisons, avaient déjà été fermés dans les années 1970, à la suite du constat des effets pathogènes des lieux d'enfermement sur les mineurs[37].

Les EPM sont parfois présentés comme les héritiers des centres de correction et d'éducation pour mineurs délinquants, fermés à la fin des années 1970 sous le poids de la pression populaire. Ces centres, dont le plus célèbre était celui de Belle-Île, furent notamment qualifiés par Prévert de « bagnes pour enfants ».[réf. nécessaire]
Liste des Établissements Pénitentiaires pour Mineurs

## Quelque statistiques sur la justice des mineurs
En 2015 les juges pour enfants ont été saisis pour 103 885 mineurs en danger.
165 138 affaires concernant les mineurs ont été traités par les parquets. 35 701 affaires ont été classées non poursuivables. Sur les 129 437 autres : 45 698 poursuites ont été engagées devant un juge des enfants, 1 337 devant un juge d'instruction. Le nombre de procédures de présentation immédiate étaient de 339. 71 028 procédures alternatives aux poursuites ont été choisies, dont 43 029 rappels à la loi. 2 221 compositions pénales ont été réussies et 8 814 affaires ont été classées sans suite. Le taux de réponse pénale est de 93,2 %.
Les mesures prises : les mesures et sanctions définitives prises en 2015 par les juges des enfants ou par les tribunaux pour enfants ont été au nombre de 55 770, soit une diminution de 1,3 % par rapport à l'année précédente. Elles ont consisté pour 21 569 (-3,8 %) à une admonestation, remise à parents, dispense de mesure ou de peine ; pour 8 876 (-2 %) en une mesure de liberté surveillée ou de protection judiciaire ou de placement, réparation ; pour 2 131 (+ 36,4 %) en une sanction éducative ; les TIG (travail d'intérêt général) ou stage de citoyenneté ont concerné 4 130 mineurs ; des amendes, fermes ou avec sursis, ont été prononcées 2 670 fois. Il y a eu 4 703 peines d'emprisonnement ferme (-4,6 %), 7 657 peines d'emprisonnement avec sursis simple et 3 434 avec sursis et mise à l'épreuve.

## Les chiffres relatifs à la justice des mineurs
En 2015 les juges pour enfants ont été saisis pour 103 885 mineurs en danger.
165 138 affaires concernant les mineurs ont été traités par les parquets. 35 701 affaires ont été classées non poursuivables. Sur les 129 437 autres : 45 698 poursuites ont été engagées devant un juge des enfants, 1 337 devant un juge d'instruction. Le nombre de procédures de présentation immédiate étaient de 339. 71 028 procédures alternatives aux poursuites ont été choisies, dont 43 029 rappels à la loi. 2 221 compositions pénales ont été réussies et 8 814 affaires ont été classées sans suite. Le taux de réponse pénale est de 93,2 %.
Les mesures prises : les mesures et sanctions définitives prises en 2015 par les juges des enfants ou par les tribunaux pour enfants ont été au nombre de 55 770, soit une diminution de 1,3 % par rapport à l'année précédente. Elles ont consisté pour 21 569 (-3,8 %) à une admonestation, remise à parents, dispense de mesure ou de peine ; pour 8 876 (-2 %) en une mesure de liberté surveillée ou de protection judiciaire ou de placement, réparation ; pour 2 131 (+ 36,4 %) en une sanction éducative ; les TIG (travail d'intérêt général) ou stage de citoyenneté ont concerné 4 130 mineurs ; des amendes, fermes ou avec sursis, ont été prononcées 2 670 fois. Il y a eu 4 703 peines d'emprisonnement ferme (-4,6 %), 7 657 peines d'emprisonnement avec sursis simple et 3 434 avec sursis et mise à l'épreuve.

## Projet de loi Attal sur la justice des mineurs
Portée par Gabriel Attal, un projet de loi a été adoptée définitivement par le Parlement le 19 mai 2025. IL renforce la responsabilité des parents en instaurant des sanctions financières et pénales en cas de manquement à leurs obligations, introduit une procédure de comparution immédiate pour les mineurs récidivistes dès 16 ans, et limite l'application de l'excuse de minorité pour les crimes graves. Il prévoit aussi des mesures de sûreté renforcées (dont l'assignation à résidence sous surveillance électronique dès 13 ans pour certaines infractions ; les mineurs concernés pourront être obligés de se présenter régulièrement aux services désignés par la justice, être placés en rétention pendant 12 heures en cas de non-respect des interdictions, et être soumis à un « couvre-feu » limité à 6 mois sauf exceptions.). Le texte n'a pas retenu les peines d'emprisonnement (ou de placement) "ultra-courtes" (1 mois ou moins) que le Sénat avait introduites pour "réaliser dans le même temps une évaluation socio-psychologique du mineur, de mettre en place de premières mesures éducatives et de le protéger sans délai contre un risque d'entrée dans la délinquance".
Contestée par l'opposition, cette loi pourrait faire l'objet d'un recours devant le Conseil constitutionnel

### Articles divers sur la question
- Esterle Maryse, « Contribution à l'étiologie de la conduite délinquante à travers l'étude d'une bande », Revue Internationale de Criminologie et de Police Technique, 2/90, p. 203.
- Christian Rossignol, « La législation « relative à l'enfance délinquante » : de la loi du 27 juillet 1942 à l'ordonnance du 2 février 1945, les étapes d'une dérive technocratique », Revue d'histoire de l'enfance « irrégulière », no 3 « L'enfant de justice pendant la guerre et l'immédiat après-guerre »,‎ 2000, p. 17-54 (lire en ligne).
- Jacques Trémintin, « Qu'est donc devenue la délinquance juvénile ? », éditions Lien social, publication no 730, 18 novembre 2004.